# تعادل گذرا

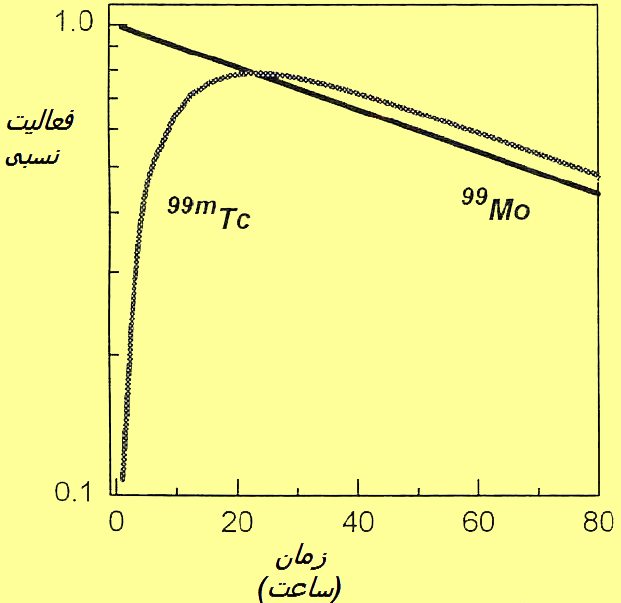
نمودار فعالیت‌های نسبی مولیبدنوم متا و تکنیتیوم، نمونه‌ای از تعادل گذرا.

در فیزیک پزشکی و به ویژه در پزشکی هسته‌ای، تعادل گذرا (به انگلیسی: Transient equilibrium) نوعی تعادل است که در آن نیمه عمر [یا فعالیت] ماده رادیواکتیو دختر از نیمه عمر [یا فعالیت] ماده رادیواکتیو مادر کمتر [بیشتر] است، اما نه خیلی کمتر [بیشتر]، بطوریکه:
T1>~T2
و در نتیجه:
A2 = A1T1/(T1-T2)
از نمونه‌های این نوع تعادل می‌توان ژنراتور سیستم تلاشی 99Mo-99mTc را مثال زد.

## جستارهای دیگر
- تعادل پایدار